# AC Renate
AC Renate (wł. Associazione Calcio Renate) – włoski klub piłkarski, mający siedzibę w mieście Renate, w północnej części kraju, grający od sezonu 2014/15 w rozgrywkach Serie C.

## Historia
Chronologia nazw:
- 1947: Unione Sportiva Renatese
- 1951: klub zawiesił działalność
- 1955: Unione Sportiva San Giovanni Bosco
- 1961: Associazione Calcio Renate
- 2010: Associazione Calcio Renate S.r.l.

Klub sportowy US Renatese został założony w miejscowości Renate w 1947 roku przez grupę miejscowych wielkich fanów piłki nożnej i kibiców Interu Mediolan, od których zapożyczyli kolory czarny i niebieski. W sezonie 1947/48 zespół startował w rozgrywkach Prima Divisione Lombardia (D4). W 1948 roku po reorganizacji systemu lig poziom ligi został zdegradowany do piątego stopnia.  W 1951 klub spadł do Seconda Divisione Lombardia (D6), ale potem zrezygnował z dalszych występów w mistrzostwach, deklarując swoją bezczynność.
W 1955 klub wznowił działalność i z nazwą US San Giovanni Bosco zgłosił się do rozgrywek Campionato Juniores del Comitato di Lega Giovanile di Monza. W 1957 zespół startował w mistrzostwach Seconda Divisione Milano (D7). W 1959 liga zmieniła nazwę na Seconda Categoria Lombardia. W 1961 klub zmienił nazwę na AC Renate. W 1961 awansował na rok do Prima Categoria Lombardia (D6). W 1978 ponownie uzyskał awans do Prima Categoria Lombardia. Przed rozpoczęciem sezonu 1978/79 Serie C została podzielona na dwie dywizje: Serie C1 i Serie C2, wskutek czego poziom Prima Categoria został obniżony do siódmego poziomu. W 1996 klub awansował do Promozione Lombardia (D7), a w 1999 do Eccellenza Lombardia (D6). W 2005 zespół otrzymał promocję do Serie D. W 2010 chociaż przegrał w barażach o awans, został promowany do Lega Pro Seconda Divisione (D4). Przed rozpoczęciem sezonu 2014/15 wprowadzono reformę systemy lig, wskutek czego zjednoczono dwie dywizji Lega Pro, wskutek czego klub awansował na trzeci poziom. W 2017 liga zmieniła nazwę na Serie C. W sezonie 2019/20 zajął 3.miejsce w grupie A Serie C, ale potem przegrał w barażach o awans do Serie B. W sezonie 2020/21 ponownie zajął 3.miejsce w grupie A Serie C, ale znów nie potrafił przebić się przez baraże.

## Barwy klubowe, strój
|  |  |

Klub ma barwy czarno-niebieskie. Zawodnicy domowe spotkania zazwyczaj grają w pasiastych pionowo czarno-niebieskich koszulkach, czarnych spodenkach oraz czarnych getrach.

## Sukcesy

### Trofea międzynarodowe
Nie uczestniczył w rozgrywkach europejskich (stan na 31-05-2020).

### Trofea krajowe
| \| \| Zdobyte trofea w rozgrywkach Włoch (stan na: 31-08-2020) \| |                                                          |      |          |
| Rozgrywki                                                         | Osiągnięcie                                              | Razy | Sezon(y) |
| · Mistrzostwo                                                     | I miejsce                                                | 0    |          |
| · Mistrzostwo                                                     | II miejsce                                               | 0    |          |
| · Mistrzostwo                                                     | III miejsce                                              | 0    |          |
| · Puchar                                                          | zdobywca                                                 | 0    |          |
| · Puchar                                                          | finalista                                                | 0    |          |
| · Puchar                                                          | 1/32 finału                                              | 1    | 2017/18  |
| II liga                                                           | I miejsce                                                | 0    |          |
| II liga                                                           | II miejsce                                               | 0    |          |
| II liga                                                           | III miejsce                                              | 0    |          |
| Włochy                                                            | Zdobyte trofea w rozgrywkach Włoch (stan na: 31-08-2020) |      |          |

- Serie C (D3):
  - 3.miejsce (2x): 2019/20 (A), 2020/21 (A)

## Struktura klubu

### Stadion
Klub piłkarski rozgrywa swoje mecze domowe na Stadio Città di Meda w mieście Meda o pojemności 2,5 tys. widzów.

### Derby
- AC Monza
- Varese Calcio